# Ammo Baba

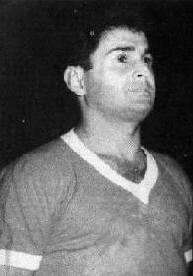
Ammo Baba als Spieler

Ammo Baba (arabisch عمو بابا, DMG ʿAmmū Bābā, syrisch-aramäisch ܥܡܘ ܒܒܐ, eigentlich Emmanuel Baba Dawud; * 27. November 1934 in Habbanija; † 27. Mai 2009 in Dohuk) war ein irakischer Fußballspieler und -trainer. Baba war Angehöriger des assyrischen Volkes. Im Irak gilt er neben Ahmed Radhi und Hussain Saeed als bekanntester Fußballspieler seines Landes. Zwischen 1978 und 1997 wurde er mehrmals irakischer Nationaltrainer. Seine gesamte Familie lebt in Chicago, er lebte in Bagdad. Im Irak unterhielt er zwei Fußballakademien in Bagdad und Basra, um Nachwuchsspieler auszubilden.

## Karriere

### Spieler
Seine Karriere begann im Jahr 1951, als er für die irakische Schülermannschaft bei den Arabischen Spielen auflief. Noch im selben Jahr begann er seine professionelle Karriere beim Employee Club in Bagdad, von 1954 bis 1957 spielte er für Haris Al-Maliki. 1957 wechselte er zum Bagdader Traditionsverein Al-Quwa Al-Dschawiya, wo er bis 1960 und dann von 1962 bis 1964 spielte. Weitere Stationen in seiner Karriere waren Nadi Athori (1960–1962), Al-Maslaha Naqil Al-Rakab (1964–1965 und 1967–1968) und Kuliya Al-Askariya (1966–1967 und 1968–1970). Im Jahr 1970 beendete er schließlich seine aktive Karriere und wurde Trainer von seinem letzten Club Kuliya Al-Askariya.
Für die irakische Mannschaft absolvierte Baba zwischen 1957 und 1964 mehrere internationale Spiele. Sein erstes internationales Länderspiel am 19. Oktober 1957 war auch das erste internationale Länderspiel, das die irakische Mannschaft bestritt; dort erzielte Ammo Baba das erste Tor überhaupt in der Geschichte der Nationalmannschaft. Sein letztes Spiel war das 0:0 gegen den Iran in Bagdad (1964).

### Trainer
1971 wurde Baba zum Trainer der irakischen Militärmannschaft ernannt, mit der er 1972 zum ersten Mal Weltmeister wurde. 1977 und 1979 wiederholte er diesen Erfolg. Aufgrund dieser Erfolge ernannte ihn der irakische Verband im Jahr 1978 zum Nationaltrainer der A-Mannschaft, seine erste Amtsperiode endete mit dem Gewinn des Golfpokals 1979 in Bagdad. 1981 wurde er erneut zum Nationaltrainer berufen, in dieser Periode schaffte der Irak die Qualifikation für die Olympischen Spiele 1984 in Los Angeles und den Gewinn der Goldmedaille bei den Asienspielen 1982 in Indien. Weiterhin war Baba 1987–1989 und kurzzeitig in den Jahren 1993, 1996 und 1997 Nationaltrainer. Insgesamt bestritt er als Trainer 143 Spiele mit der irakischen Mannschaft.
Seine letzte Trainerstation war Al-Shurta, er trainierte den Bagdader Verein in der Saison 2001/02. Am 27. Mai 2009 starb er in der nordirakischen Stadt Dohuk nach langjähriger Krankheit.